# Occhi rossi
L'arrossamento degli occhi è generalmente indice di infiammazione oculare. Le cause possono essere diverse (virali, allergiche, batteriche, traumatiche); piuttosto spesso si tratta di congiuntivite, ma potrebbe anche essere un'uveite o un'altra patologia.
Il disturbo può essere passeggero, quando ad esempio il sapone va negli occhi: in questo caso è sufficiente risciacquare più volte l'occhio con acqua corrente e non preoccuparsi.
Negli altri casi, soprattutto se l'arrossamento perdura, è opportuno rivolgersi a uno specialista.

## Rimedi
Le lacrime artificiali possono essere un rimedio; tuttavia, se il disturbo persiste ovviamente è opportuno consultare un oculista.
Ci sono una serie di colliri che possono essere adatti allo scopo, ma è importante che la diagnosi sia esatta. Inoltre, è importante eliminare le possibili cause scatenanti. Ad esempio, se gli occhi si arrossano in seguito all'esposizione al vento e ai pollini, è importante proteggersi o non frequentare ambienti in cui siano presenti gli allergeni. In caso di allergia potrebbe essere necessario il ricorso ad antistaminici (locali o per via sistemica, ad esempio per bocca). Inoltre un allergologo potrebbe consigliare il ricorso a terapia desensibilizzante specifica (il cosiddetto "vaccino"), che potrebbe ridurre la reazione allergica dell'organismo (compresa un'eventuale congiuntivite allergica).